# Groupe d'UGC 1384
Le groupe d'UGC 1384 comprend au moins 10 galaxies situées dans la constellation du Bélier. La distance moyenne entre ce groupe et la Voie lactée est d'environ 68,8 Mpc (∼224 millions d'al). 

## Membres
Le tableau ci-dessous liste les 10 galaxies du groupe indiquées dans l'article de A.M. Garcia paru en 1993.   
| Nom      | Class.    | Type                               | α (J2000.0)   | δ (J2000.0) | Vitesse radiale (km/s) | m     | Distance (Mpc) | Dimension (kal) |
| -------- | --------- | ---------------------------------- | ------------- | ----------- | ---------------------- | ----- | -------------- | --------------- |
| NGC 711  | S0        | Lenticulaire                       | 01h 52m 27.7s | 17° 30′ 46″ | 4910 ± 5               | 13,1  | 63,7 ± 4,7     | 102             |
| IC 1736  | Sbc       | Spirale                            | 01h 50m 53.2s | 18° 18′ 10″ | 5165 ± 10              | 14,1  | 72,1 ± 5,1     | 75              |
| UGC 1252 | SAB(rs)dm | Spirale intermédiaire magellanique | 01h 47m 25.5s | 16° 20′ 48″ | 4896 ± 1               | 16,5  | 68,4 ± 4,7     | 78              |
| UGC 1289 | Scd?      | Spirale                            | 01h 50m 03.6s | 16° 26′ 21″ | 4974 ± 5               | 16,0  | 69,5 ± 4,8     | 72              |
| UGC 1328 | SAB(rs)c? | Spirale intermédiaire              | 01h 51m 52.0s | 17° 03′ 11″ | 4703 ± 5               | 14,32 | 65,7 ± 4,6     | 81              |
| UGC 1329 | SBcd?     | Spirale barrée                     | 01h 51m 47.4s | 18° 11′ 15″ | 4931 ± 5               | 15,61 | 68,9 ± 4,8     | 124             |
| UGC 1329 | SBcd?     | Spirale barrée                     | 01h 51m 47.4s | 18° 11′ 15″ | 4931 ± 5               | 15,61 | 68,9 ± 4,8     | 124             |
| UGC 1335 | SBdm      | Spirale barrée magellanique        | 01h 52m 01.1s | 17° 32′ 09″ | 5097 ± 5               | 17    | 71,2 ± 4,9     | 68              |
| UGC 1369 | Scd?      | Spirale                            | 01h 54m 13.5s | 18° 06′ 06″ | 4927 ± 5               | 14,46 | 68,8 ± 4,8     | 85              |
| UGC 1374 | SBcd?     | Spirale barrée                     | 01h 54m 34.5s | 16° 52′ 00″ | 5115 ± 5               | 15,22 | 71,4 ± 5,0     | 68              |
| UGC 1384 | SBd?      | Spirale barrée                     | 01h 54m 47.6s | 18° 08′ 35″ | 4926 ± 5               | 17    | 68,8 ± 4,8     | 98              |

Le site DeepskyLog permet de trouver aisément les constellations des galaxies mentionnées dans ce tableau ou si elles ne s'y trouvent pas, l'outil du site constellation permet de le faire à l'aide des coordonnées de la galaxie. Sauf indication contraire, les données proviennent du site NASA/IPAC.